# (2150) Nyctimene
(2150) Nyctimene (1977 TA; 1969 TM4) ist ein Asteroid des inneren Hauptgürtels, der am 13. Oktober 1977 von William Lawrence Sebok am Palomar-Observatorium entdeckt wurde.

## Benennung
Nyctimene, nach der der Asteroid benannt wurde, war in der griechischen Mythologie die Tochter von Epopeus, dem König von Lesbos. Sie wurde von ihrem Vater vergewaltigt und verfolgt, somit versteckte sie sich im Wald. Athene, nach der der Asteroid (881) Athene benannt wurde, verwandelte sie zum Schutz in eine Eule.